# Deutsche Thaya
Die Deutsche Thaya (tschechisch Rakouská Dyje i. e. die Österreichische Thaya) ist ein Fluss in Niederösterreich und einer von zwei Quellflüssen der Thaya.
Die Deutsche Thaya entspringt im Waldviertel in der Nähe von Schweiggers in einer Seehöhe von 657,5 m. Beim Schwedenkreuz an der Straße nach Jagenbach nächst dem Gutshof Mödershöf zweigt ein schmaler Feldweg ab, der zur einsam gelegenen Thayaquelle führt. Sie vereinigt sich nach 75,8 km in Raabs an der Thaya mit dem zweiten Quellfluss der Thaya, der Mährischen Thaya. Auf ihrem Weg dorthin fließt sie durch Vitis, Schwarzenau, Waidhofen an der Thaya, Thaya, Dobersberg, und Karlstein an der Thaya.

## Zuflüsse
- Meinhartschlager Bach (l)
- Stoanathaya (l)
- Rotbach (r)
- Moosbach (l)
- Jaudlingbach (l)
- Aubach (r)
- Ganzbach (r)
- Thauabach (r) bei Windigsteig
- Lensbach (r)
- Großer Radlbach (l) bei Waidhofen an der Thaya
- Kaltenbach (r) bei Altwaidhofen
- Grenzbach (r)
- Sarningbach (l)
- Friedbach (r)
- Taxenbach (l)
- Lexnitzbach (l)
- Zlabingsbach (l)
- Edelbach (l)
- Schladeinbach (r)
- Mudlbach (l)